# آشفيل
آشفيل (بالإنجليزية: Ashville)‏ هي مدينة أمريكية تقع في ولاية ألاباما.تبلغ مساحة هذه المدينة 50.3 (كم²)،ويبلغ عدد سكانها 2511 نسمة حسب إحصاء سنة 2010 م.تشير الإحصاءات بأن الكثافة السكانية في هذه المدينة تقدر بـ(44.9) نسمة/كم2.

## التركيبة السكانية
حدّد مكتب تعداد الولايات المتحدة بيانات التركيبة السكانية لآشفيل في تعداد الولايات المتحدة. في ما يلي، التركيبة السكانية حسب تعدادي 2000 و2010.

### تعداد عام 2000
بلغ عدد سكان آشفيل 2,260 نسمة بحسب تعداد عام 2000، وبلغ عدد الأسر 814 أسرة وعدد العائلات 609 عائلة مقيمة في المدينة. في حين سجلت الكثافة السكانية 45 نسمة لكل كيلومتر مربع (116.5/ميل2). وبلغ عدد الوحدات السكنية 905 وحدة بمتوسط كثافة قدره 18 لكل كيلومتر مربع (46.6/ميل2).
وتوزع التركيب العرقي للمدينة بنسبة 69.42% من البيض و26.55% من الأمريكيين الأفارقة و0.18% من الأمريكيين الأصليين و0.18% من الأمريكيين ذوي الأصول الآسيوية و0.31% من سكان جزر المحيط الهادئ و1.81% من الأعراق الأخرى و1.55% من عرقين مختلطين أو أكثر و2.88% من الهسبانيون أو اللاتينيون من أي عرق.
بلغ عدد الأسر 814 أسرة كانت نسبة 40.8% منها لديها أطفال تحت سن الثامنة عشر تعيش معهم، وبلغت نسبة الأزواج القاطنين مع بعضهم البعض 56.6% من أصل المجموع الكلي للأسر، ونسبة 14.1% من الأسر كان لديها معيلات من الإناث دون وجود شريك، بينما كانت نسبة 4.1% من الأسر لديها معيلون من الذكور دون وجود شريكة وكانت نسبة 25.2% من غير العائلات. تألفت نسبة 22.7% من أصل جميع الأسر من عدة أفراد يعيشون في نفس المنزل ونسبة 11.2% كانت تتألف من شخص يعيش بمفرده يبلغ من العمر 65 عاماً أو أكثر. وبلغ متوسط حجم الأسرة المعيشية 2.64، أما متوسط حجم العائلات فبلغ 3.10.
بلغ العمر الوسطي للسكان 36.3 عاماً. وكانت نسبة 25.7% من القاطنين تحت سن الثامنة عشر، وكانت نسبة 8.3% بين الثامنة عشر والرابعة والعشرين عاماً، ونسبة 26% كانت واقعةً في الفئة العمرية ما بين الخامسة والعشرين والرابعة والأربعين عاماً، ونسبة 22.7% كانت ما بين الخامسة والأربعين والرابعة والستين، ونسبة 12.5% كانت ضمن فئة الخامسة والستين عاماً فما فوق. يوجد لكل 100 أنثى 97.2 ذكر، ويوجد لكل 100 أنثى في الثامنة عشر من عمرها فما فوق 93.2 ذكر.
بلغ متوسط دخل الأسرة في المدينة 29,259 دولارًا، أما متوسط دخل العائلة فبلغ 36,406 دولارًا. وكان متوسط دخل الذكور 30,583 دولارًا مقابل 21,750 دولارًا للإناث. وسجل دخل الفرد الخاص بالمدينة 15,476 دولارًا. وكانت نسبة 12.8% من العائلات ونسبة 16.9% من السكان تحت خط الفقر، وكان من هؤلاء نسبة 17.6% تحت سن الثامنة عشر ونسبة 16.6% في الخامسة والستين من العمر وما فوق.

### تعداد عام 2010
بلغ عدد سكان آشفيل 2,212 نسمة بحسب تعداد عام 2010، وبلغ عدد الأسر 793 أسرة وعدد العائلات 597 عائلة مقيمة في المدينة. في حين سجلت الكثافة السكانية 44 نسمة لكل كيلومتر مربع (114.0/ميل2). وبلغ عدد الوحدات السكنية 888 وحدة بمتوسط كثافة قدره 17.7 لكل كيلومتر مربع (45.8/ميل2).
وتوزع التركيب العرقي للمدينة بنسبة 75.81% من البيض و20.34% من الأمريكيين الأفارقة و0.18% من الأمريكيين الأصليين و0.27% من الأمريكيين ذوي الأصول الآسيوية و1.40% من الأعراق الأخرى و1.99% من عرقين مختلطين أو أكثر و3.84% من الهسبانيون أو اللاتينيون من أي عرق.
بلغ عدد الأسر 793 أسرة كانت نسبة 37.1% منها لديها أطفال تحت سن الثامنة عشر تعيش معهم، وبلغت نسبة الأزواج القاطنين مع بعضهم البعض 54.9% من أصل المجموع الكلي للأسر، ونسبة 16.6% من الأسر كان لديها معيلات من الإناث دون وجود شريك، بينما كانت نسبة 3.8% من الأسر لديها معيلون من الذكور دون وجود شريكة وكانت نسبة 24.7% من غير العائلات. تألفت نسبة 21.8% من أصل جميع الأسر من عدة أفراد يعيشون في نفس المنزل ونسبة 9% كانت تتألف من شخص يعيش بمفرده يبلغ من العمر 65 عاماً أو أكثر. وبلغ متوسط حجم الأسرة المعيشية 2.68، أما متوسط حجم العائلات فبلغ 3.12.
بلغ العمر الوسطي للسكان 37.3 عاماً. وكانت نسبة 24% من القاطنين تحت سن الثامنة عشر، وكانت نسبة 10% بين الثامنة عشر والرابعة والعشرين عاماً، ونسبة 25.9% كانت واقعةً في الفئة العمرية ما بين الخامسة والعشرين والرابعة والأربعين عاماً، ونسبة 26.9% كانت ما بين الخامسة والأربعين والرابعة والستين، ونسبة 13.3% كانت ضمن فئة الخامسة والستين عاماً فما فوق. وتوزع التركيب الجنسي للسكان بنسبة 49.9% ذكور و50.1% إناث.

## أعلام
- روفوس دبليو. كوب